# 吉諾維斯犯罪家族
吉諾維斯犯罪家族（英語：Genovese crime family，Genovese 發音：[dʒenoˈveːze, -eːse]），是義大利裔美國黑手黨犯罪幫派，為五大家族之一。勢力範圍在紐約市與新澤西州，在他們的外圍附屬了一些小型犯罪組織，包括費城犯罪家族，克里夫蘭犯罪家族，派翠西亞犯罪家族，水牛城犯罪家族。
正式創建者為查理·盧西安諾，在1931年至1957年間，曾被稱為盧西安諾犯罪家族（Luciano crime family），一直到1957年維多·吉諾維斯成為家族老闆（boss）。1963年美國參議院召開瓦拉奇聽證會，向公眾揭露美國黑手黨五大家族時，正當維多·吉諾維斯主掌家族，被改稱吉諾維斯犯罪家族，這個名字此後廣為人知。他們的勢力最早在紐約市曼哈顿西城（West Side），以至於東河富頓魚市場，因此也被稱為西城幫（英語：the Westside）。
起源於1890年代，吉諾維斯犯罪家族是五大家族中歷史最久，勢力也最大的家族，現任家族老闆是Liborio Bellomo。在2001年12月的一個報導中，美國聯邦調查局（FBI）認為吉諾維斯家族是五大家族中勢力最大的一個。

## 歷史
吉諾維斯家族的起源，最早可以追溯到19世紀晚期，在紐約市東哈林出現的第一個美國黑手黨幫派，莫雷諾犯罪家族。